# Vredesoptocht van 1983
De vredesoptocht van 1983 was een betoging op 23 oktober in België met meer dan 400.000 deelnemers en is daarmee de grootste betoging ooit in België. De optocht was een aanklacht tegen de plannen om, in het kader van het NAVO-dubbelbesluit, NAVO-kernwapens op Kleine-Brogel en Florennes te plaatsen als afschrikkende dreiging, tijdens de Koude Oorlog, tegen de Sovjet-Unie. De Belgische federale regering had zich zich hiermee akkoord verklaard maar had verzuimd het parlement hierover te raadplegen. Tot de optocht was vooral opgeroepen door het Vlaams Aktiekomitee tegen Atoomwapens (VAKA). 

## Tocht
De betoging verliep over drie verschillende trajecten die elk startten bij een van de Brusselse treinstations.
De optocht van 1981 had namelijk veel volk getrokken en met de traditionele tocht van het Noordstation naar het Zuidstation zou het te druk worden op de Brusselse boulvards. Men liet betogers uit Oost- en West-Vlaanderen daarom starten bij het Centraal station en wandelen naar het Noordstation, betogers uit Vlaams-Brabant vertrekken bij het Zuidstation en wandelen tot het Noordstation en betogers uit Antwerpen en Limburg vertrekken bij het station van Schaarbeek en wandelen tot aan het Noordstation.
De tocht werd afgesloten aan het Noordstation met toespraken en een optreden van de zangeres Melanie Safka.

## Gevolg
Hoewel de optocht de komst van de kernwapens te Florennes niet heeft kunnen verhinderen was het voor de politieke wereld wel een duidelijk signaal dat de Belgische bevolking het niet eens was met de wapenwedloop. Als onderdeel van een ontwapeningsakkoord werden de kernwapens in Florennes in 1989 weggehaald. 
Door het succes van de optocht van 1983 werden er in 1985 en 1987 opnieuw vredeoptochten gehouden. Hieraan namen ongeveer 200.000 mensen deel.
Op 20 oktober 2013 werd de optocht herdacht met een kleinere manifestatie in het Jubelpark te Brussel.